# Lažany (Slovacchia)
Lažany (in ungherese Lászka) è un comune della Slovacchia facente parte del distretto di Prešov, nella regione omonima.